# Benești (okręg Arad)
Benești – wieś w Rumunii, w okręgu Arad, w gminie Beliu. W 2011 roku liczyła 99 mieszkańców. 